# دایان آکرمن
دایان آکرمن (انگلیسی: Diane Ackerman؛ زادهٔ ۱۹۴۸) شاعر، و یک نویسنده، شاعر و مقاله‌نویس اهل ایالات متحده آمریکا است.
او به‌سبب مکاشفات کنجکاوانه و شاعرانه‌اش دربارهٔ طبیعت و تاریخ طبیعی شهرت دارد.
آکرمن لیسانس خود را در رشتهٔ زبان انگلیسی از دانشگاه ایالتی پنسیلوانیا و فوق‌لیسانس و دکترای خود را از دانشگاه کرنل دریافت داشت و یکی از داوران پایان‌نامهٔ دکترایش کارل سیگن بود. وی مدتی هم در دانشگاه کلمبیا و دانشگاه کرنل تدریس کرده‌است و مقاله‌هایش در نیویورک تایمز، مؤسسه اسمیتسونین، نیویورکر و نشنال جیوگرافیک چاپ شده‌است.
وی همچنین برندهٔ جوایزی همچون کمک‌هزینه گوگنهایم شده‌است.
وی برنده مدال استیون هاوکینگ در جریان جشنواره ستارموس ۶ در ایروان شد.